# Osh State University
Osh State University är ett universitet i Kirgizistan. Det ligger i den sydvästra delen av landet, 300 km sydväst om huvudstaden Bisjkek. 